# Micaela Campana
Micaela Campana (Cisternino, 11 ottobre 1977) è una politica italiana.

## Biografia
Nata a Cisternino ma cresciuta a Mesagne con la famiglia (Brindisi), dopo aver conseguito la maturità scientifica si trasferisce a Roma per iscriversi alla facoltà di scienze politiche all'Università degli Studi di Roma "La Sapienza", senza però conseguirne la laurea, dove s'interessa alla politica studentesca e nel 2000 si candida al Consiglio nazionale degli studenti universitari per l’Italia centrale.
Durante gli anni universitari, da studente fuori sede, si avvicina al circolo dei Democratici di Sinistra (DS) della zona Tiburtina, dove inizia l'esperienza sul territorio per poi approdare al consiglio dell'ex V Municipio di Roma, dove ricopre l'incarico di capogruppo dei DS dal 2001 al 2006 e poi dell'Ulivo dal 2006 al 2008.
Dal 2005 al 2007 è stata anche Responsabile cultura della federazione romana dei DS.
Con la nascita del Partito Democratico, alle primarie del 2007 viene eletta nell'assemblea nazionale, riconfermata nel 2009. Per la federazione romana del PD è stata responsabile dei circoli dal 2007 al 2009, responsabile della Festa dell'Unità di Roma dal 2007 al 2012 e responsabile dell'organizzazione dal 2009 al 2013.
Ha ricoperto inoltre, dal 2008 al 2010, il ruolo di assessore all'ambiente, al personale, alle attività produttive e alle pari opportunità dell'ex V Municipio di Roma.
Nel 2012 è presidente del comitato Italia Bene Comune di Roma, attraverso il quale si sono gestite le elezioni primarie della coalizione. Nello stesso anno si è candidata alle primarie romane per la scelta dei candidati parlamentari del PD, nelle quali si è classificata al terzo posto ottenendo 6.812 preferenze.
Eletta alla Camera dei deputati nella circoscrizione Lazio 1 con le elezioni politiche del 2013, è componente della 2ª Commissione Giustizia e del Comitato parlamentare di controllo sull'attuazione dell'accordo di Schengen, di vigilanza sull'attività di Europol, di controllo e vigilanza in materia di immigrazione.
Il 16 settembre 2014 viene nominata dal segretario del PD Matteo Renzi, in rappresentanza della componente Bersaniana del partito, Responsabile con delega al welfare, diritti e terzo settore nella sua segreteria nazionale.
Nel 2016 è stata relatrice del disegno di legge Cirinnà sulle unioni civili.
Alle elezioni politiche del 2018 viene ricandidata alla Camera, tra le liste del PD nel collegio plurinominale Lazio 1 - 03 in terza posizione, venendo rieletta deputata. Nel corso della XVIII legislatura ha fatto parte della 12ª Commissione Affari sociali (2018-2021) e della 14ª Commissione Politiche dell'Unione europea (2021-2022).

### Vita privata
Nel 2011 si sposa con il compagno di partito Daniele Ozzimo, diventato poi assessore alla casa nella giunta comunale di Roma guidata da Ignazio Marino e successivamente condannato a 2 anni e 2 mesi nell'inchiesta Mafia Capitale.

## Controversie
Durante la campagna elettorale delle elezioni politiche del 2018 fece scalpore la notizia che, quando era Responsabile diritti del PD, aveva un assistente parlamentare con contratto a progetto, a cui ha negato il trattamento di fine rapporto, e che l'avrebbe risarcito parzialmente solo in cambio del suo silenzio.

## Procedimenti giudiziari
A giugno 2016 Campana viene ascoltata come testimone della difesa di Salvatore Buzzi nel processo su Mafia Capitale, dove durante la deposizione davanti ai magistrati pronuncia per trentanove volte "non ricordo" al succedersi delle domande formulate dai PM. La Procura di Roma le contesta di aver "negato reiteratamente numerose circostanze della sua vita politica e personale". In particolare, tra queste, i magistrati evidenziano “la richiesta rivolta a Buzzi di curare il trasloco per il cognato Niccolò Corrado, le ragioni dell’incontro del 4 aprile 2014 con Buzzi presso la sua abitazione, i collegamenti diretti di Buzzi con Filippo Bubbico e l’interessamento di quest’ultimo alle vicende inerenti alla gara per la gestione del Cara di Castelnuovo di Porto”.
Ad ottobre 2018 la procura di Roma chiede il rinvio a giudizio per 17 persone, tra cui Campana per falsa testimonianza.